# Giovane donna assopita

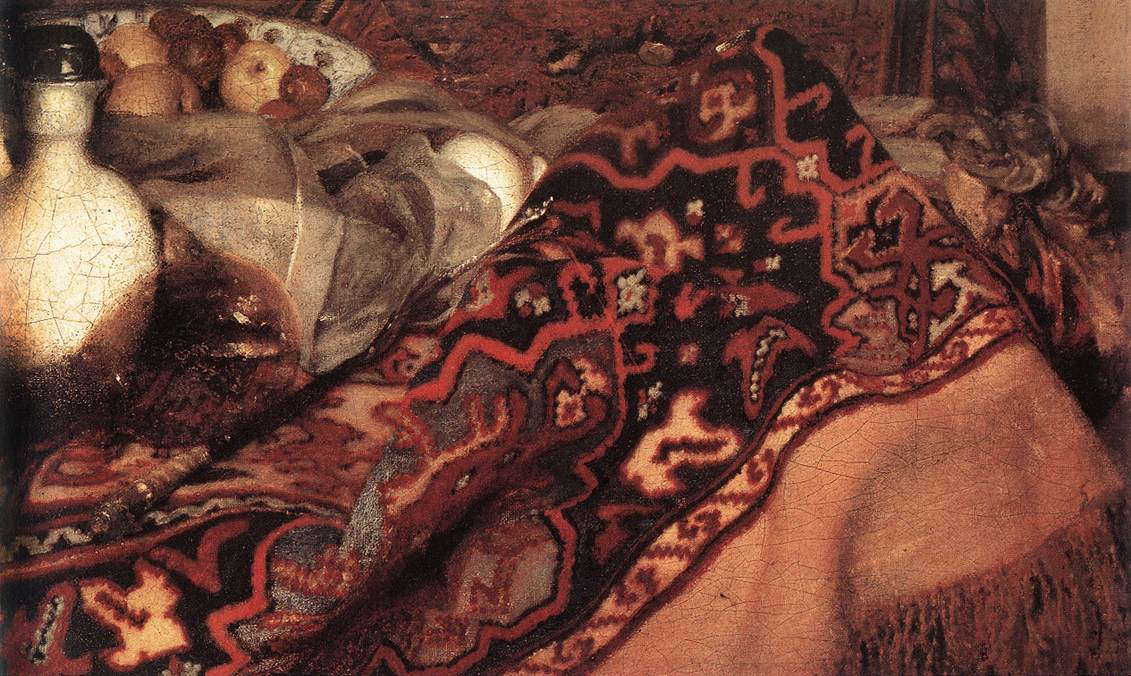
Dettaglio

Giovane donna assopita è un dipinto a olio su tela (87,6x76,5 cm) di Jan Vermeer, databile al 1657 circa e conservato nel Metropolitan Museum of Art di New York. È firmato in alto a sinistra "IV Meer".

## Storia
Nei dubbi attributivi che coinvolgono le prime opere di Vermeer, la Giovane assopita è considerata il primo dato pressoché certo. È infatti quasi certamente il dipinto descritto come "Ragazza ubriaca addormentata a una tavola" nel catalogo dell'asta Dissius (Amsterdam, 16 maggio 1696) in cui passò la maggior parte delle opere conosciute dell'artista. Associata al n. 8, la tela venne venduta per 62 fiorini.
Finita in Francia, nel corso del XIX passò per varie collezioni. Nel 1907-1909 fu acquistata da Benjamin Altman e portata a New York, dove fu poi donata al museo, con lascito testamentario, nel 1913.
La datazione si basa su confronti stilistici con opere di Nicolaes Maes: la Serva addormentata della National Gallery di Londra, datata 1655 e con una figura molto simile, speculare, e la Vecchia appisolata nei Musées des Beaux-Arts di Bruxelles, dall'iconografia simile. È possibile che tra i due artisti, attivi a Delft fin dal 1653, possano esserci stati scambi di idee e motivi.

## Storia e descrizione
Costituisce la prima di una serie di opere che Vermeer dedicherà agli interni borghesi, popolati di figure femminili atte a svolgere le più diverse mansioni: dalla lettura all'esecuzione di brani musicali o semplicemente in posa all'interno delle loro abitazioni, più raramente mentre svolgono veri e propri lavori.
Il soggetto in questo caso è una donna, certamente una domestica, che si è addormentata, forse dopo aver bevuto del vino dalla brocca in primo piano (un oggetto che si ritrova in altri dipinti di Vermeer) attraverso il bicchiere di cristallo posato vicino. Un secondo bevitore assente deve aver usato il bicchiere capovolto vicino alla brocca. Se questa lettura è corretta, il dipinto potrebbe sottintendere un richiamo moraleggiante alla temperanza e alla moderazione.
La ragazza, posta a metà della stanza, appoggia la testa al polso col gomito puntellato su un tavolo coperto da un tappeto orientale in lana: si tratta di una posa tipica delle rappresentazioni della Melanconia, forse dovuta a una delusione amorosa, ma vi è stata letta anche un'allegoria della pigrizia. In primo piano il tavolo prosegue, ma la composizione è movimentata dal sollevarsi di un lembo del tappeto, vicino a una notevole natura morta con la citata brocca e bicchiere, un telo e un bacile in ceramica di Delft con frutta. Accanto sta una sedia elegantemente foderata in cuoio, intagliata e borchiata (quella su cui sta seduta la donna è invece foderata di velluto rosso). Gli oggetti in primo piano non sono in rapporti coerenti con la protagonista a metà piano, denunciando un certo impaccio prospettico .
Sulla parete a metà si vedono appesi una carta (probabilmente un lembo di carta geografica), un telo (uno strofinaccio?) e un dipinto in cui si riconosce una maschera appoggiata in terra, che richiama le allegorie del sonno, ma anche dell'amore, ispirate all'arte italiana. Probabilmente si tratta dell'Amorino che compare anche nella Donna in piedi alla spinetta, che potrebbe rafforzare l'idea del tema amoroso della tela. Dietro la donna una porta dischiusa rivela un corridoio e un'altra stanza, ben rischiarata dalla luce, con un tavolino, uno specchio appeso e una finestra. Qui, rivelano le radiografie, era stata inizialmente prevista la figura di un uomo, poi eliminata.
L'abbigliamento della donna, con la cuffia scesa sulle spalle, è tipico delle domestiche, sebbene il dettaglio dei costosi orecchini di perla sia incongruente: furono forse inseriti per dare un vivido tocco di luce al volto.
Il taglio obliquo e profondo, che si può trovare anche nelle opere di Pieter de Hooch e Nicolaes Maes, mostra qualche incertezza prospettica, soprattutto tra tavolo e sedia in primo piano, che sarebbe indizio di una fattura giovanile, assieme ai numerosi pentimenti visibili attraverso le radiografie.